# Doddakundur, Tarikere
Doddakundur là một làng thuộc tehsil Tarikere, huyện Chikmagalur, bang Karnataka, Ấn Độ.